# 電子レンズ
電子レンズ（でんしレンズ）とは、電磁界の作用を利用して電子線やイオンビームを収束させるレンズである。電子顕微鏡などで用いられる。
電場を用いて電子ビームを収束させる静電レンズ（電界レンズ）と、磁界を用いて電子ビームを収束させる磁界レンズ（電磁レンズ）が存在する。
電子レンズは電子線を収束させる凸レンズの作用のみであり、光学レンズで凹レンズの様に電子線を発散させる事が出来ない為、収差の除去には選択肢が限られる。
電子光学によると、回転対称を持つ電場や磁場は、近軸光線に対してレンズ作用を持つ。
また回転対称を持たない電場・磁場が作る円柱レンズを重ねたものを多極子レンズという。
電子レンズは光学レンズに比べて光学的な収差が大きい。さらに電磁場の不安定性に基づく収差も加わるため、顕微鏡用の電子レンズでは開口角を小さくする必要がある。

## 静電レンズ
静電式電子レンズは多少の電源電圧の変動に耐える為、終戦後の電源電圧の安定しなかった時代に用いられた。一方、電源電圧が安定するようになると、電源電圧の影響を受けやすいが、性能の優れた電磁式電子レンズが主流となった。電磁式電子レンズの場合、磁場を強める事で電子線を収束させるので、静電式電子レンズに比べて電子顕微鏡に必要とされる特性が優れている。

## 参考
エルンスト・ルスカの特許の中に、電子レンズに関する特許が複数存在する。たとえば、,
,
,
 等を参照のこと。